# بیگانه (فیلم ۱۳۵۲)
بیگانه فیلمی ایرانی به کارگردانی رضا صفایی و نویسندگی سعید مطلبی محصول سال ۱۳۵۲ است. بازیگران آن ایرج قادری، پوری بنایی، بهمن مفید، علی میری و مرسده کامیاب هستند.

## داستان
مازیار (ایرج قادری) و پرویز (بهمن مفید) دو برادر ناتنی هستند که تحت سرپرستی افخم الدوله (ایران قادری) بزرگ شده‌اند. مازیار با مریم (پوری بنائی) قرار ازدواج گذاشته‌است؛ اما در قزوین، زادگاه دختر، زلزله می‌آید و او آواره می‌شود و همان موقع می‌شنود که هواپیمای مازیار در دریای خزر سقوط کرده و او کشته شده‌است و مازیار در جست و جوی مریم به قزوین می‌رود و ناامید بازمی‌گردد. مریم، بدون اطلاع مازیار، به خانهٔ افخم الدوله راه می‌یابد و آموزش قرائت قرآن را به چند نوجوان به عهده می‌گیرد. پرویز رقاصه ای (مرسده کامیاب) را دوست دارد؛ اما افخم الدوله او را با مریم آشنا می‌کند. آن دو با هم ازدواج می‌کنند، و مازیار مریم را پای سفرهٔ عقد می‌بیند. آن دو دربارهٔ گذشتهٔ خود سکوت می‌کنند. همان شب جاسم، صاحب کافه، و نوچه‌هایش با پرویز درگیر می‌شوند و رقاصه یکی از آنها را می‌کشد و وانمود می‌کند که پرویز مرتکب قتل شده‌است. او پرویز را وامی‌دارد که جسد را با اتومبیل به دره پرتاب و شایع کنند که پرویز کشته شده‌است. پرویز همسرش را ترک می‌کند. پرویز به مریم سر می‌زند و از او می‌خواهد که راز زنده بودنش را پوشیده نگه دارد. مریم آبستن می‌شود و افخم الدوله او و سپس مازیار را از خانه اش می‌راند. مازیار از مریم و فرزندش مراقبت می‌کند، و پرویز که به رابطهٔ آن دو بدگمان شده با مازیار درگیر می‌شود و به ضرب گلولهٔ رقاصه از پا در می‌آید.

## بازیگران
- ایرج قادری
- پوری بنایی
- بهمن مفید
- علی میری
- مرسده کامیاب
- ایران قادری
- جهانگیر فروهر
- مارگریت حکیمی
- محمود تهرانی
- محسن آراسته
- صمد شیرازی
- گیتی فروهر
- ناهید
- زانیچ
- علی‌اکبر طوفان‌پناه
- کریم قاجار
- عسگری
- نریمان شیری فرد
- پولاد
- حسین شهاب
- رضا حاجیان